# Lithobius watovius
Lithobius watovius är en mångfotingart som beskrevs av Chamberlin 1911. Lithobius watovius ingår i släktet Lithobius och familjen stenkrypare. Inga underarter finns listade i Catalogue of Life.